# Charleval (Bouches-du-Rhône)

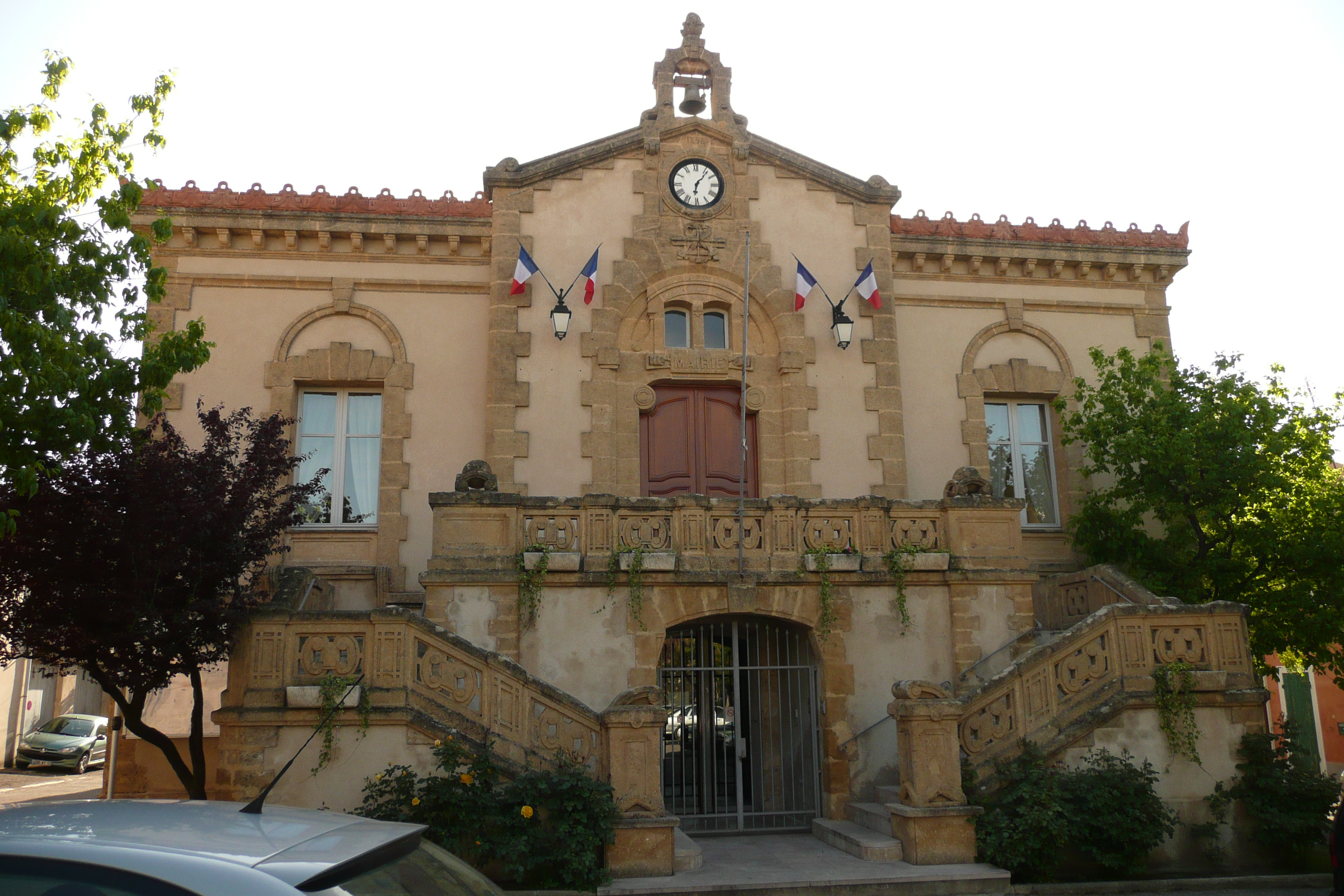
Hôtel de ville

Charleval ist eine französische Gemeinde mit 2634 Einwohnern (Stand 1. Januar 2022) im Département Bouches-du-Rhône in der Region Provence-Alpes-Côte d’Azur.

## Geografie
Die Gemeinde liegt 25 Kilometer nordwestlich von Aix-en-Provence. Nachbargemeinden sind La Roque-d’Anthéron, Salon-de-Provence, Lambesc und Mallemort.

## Geschichte
Charleval wurde um sein Schloss herum errichtet. Im 15. Jahrhundert gelangte das Gebiet in den Besitz von König René. Im 16. Jahrhundert lebten nur sechs Familien in dem Gebiet der heutigen Gemeinde. 1677 gelangte es in den Besitz der Herren von Cadenet. Im 18. Jahrhundert lockten sie 66 Familien aus den Nachbarorten nach Charleval.

## Sehenswürdigkeiten
- Renaissanceschloss
- Pfarrkirche

## Bahnhof
Früher verfügte die Gemeinde über einen Bahnhof. Der Bau begann 1886, 1889 wurde er eingeweiht. Im früheren Bahnhofsgebäude befindet sich heute eine Musikschule.

## Demografie

### Bevölkerungsentwicklung
| Jahr      | 1962 | 1968 | 1975 | 1982 | 1990 | 1999 | 2008 | 2017 |
| Einwohner | 1347 | 1278 | 1417 | 1684 | 1877 | 2080 | 2397 | 2700 |

### Altersstruktur
27 Prozent der Bevölkerung sind 19 Jahre alt oder jünger. Neun Prozent der Bevölkerung sind 75 Jahre alt oder älter.